# NGC 399
NGC 399 è una galassia lenticolare situata nella costellazione dei Pesci, a una distanza di circa 234 milioni di anni luce dalla nostra Via Lattea.

## Scoperta
La galassia è stata scoperta il 7 ottobre 1874 dall'astronomo irlandese Lawrence Parsons.

## Descrizione
NGC 399 è circondata da un anello e presenta una barra centrale, tanto che alcune fonti la classificano come galassia a spirale barrata. Le recenti immagini ottenute dall'indagine Sloan Digital Sky Survey non evidenziano però la presenza di bracci di spirale.
NGC 399 ha una classe di luminosità I.

## Gruppo di NGC 452
NGC 399 fa parte del Gruppo di NGC 452, un gruppo di galassie descritto da Garcia nel 1993 e da Mahtessian nel 1998. Il gruppo comprende almeno una ventina di galassie.